# Пожар Або
Пожар Або (фин. Turun palo швед. Åbo brand) — пожар, произошедший 4—5 сентября 1827 года в городе Або (Турку) и уничтоживший большую часть города.

## История
Крупнейший в истории северных стран пожар бушевал в Або 4-5 сентября 1827 года и уничтожил более трёх четвертей города. Без дома осталось 11 000 жителей. Пострадавших было около двух сотен, погибших 27 человек. В огне погибли более 2,5 тысяч строений, в том числе аудитории, библиотека, коллекции и архив единственного университета Финляндии того периода — Королевской академии Або. Уцелела малая часть, — то что было взято из библиотеки за пределы города. Уничтожены почти все письменные источники средневековья Финляндии, — их осталось около 300. Уполномоченный финского правительства знаменитый архитектор Карл Людвиг Энгель писал своему другу Херлиху:

«Для Финляндии уже невосполнима гибель многочисленных архивов, а вместе с ними и всех манускриптов, отражающих древнюю историю страны … Академия, уничтоженная в пламени со всеми её научными собраниями, библиотеками, математическими инструментами, кабинетами природы и древних монет и другими многочисленными собраниями, прервёт все научные исследования»..

Один из немногих уцелевших от огня районов Турку ныне превращен в Музей ремёсел Луостаринмяки, где показаны около трёх десятков подлинных домов ремесленников конца XVIII — начала XIX веков.
Энгель был ответственен за отстройку выгоревшего Турку, при этом он руководствовался противопожарными принципами, предохранявшими город от распространения возгораний за пределы квартала